# Perklorat
Perklorati su one tvari koje sadrže anion ClO4- (npr. KClO4). Perkloratni ioni su slabo reaktivni, iako su potencijalno vrlo jaki oksidansi. Jedan od najkorištenijih perklorata jest amonijev perklorat, koji se koristi u raketnoj tehnici, kao čvrsto gorivo.